# Borboleta-bicuda
Borboleta-bicuda (Chelmon rostratus) é uma espécie da família Chaetodontidae encontrada em arrecifes dos oceanos Pacífico e Índico. É uma das três espécies do género Chelmon, todas conhecidas por terem longos bicos.
Durante o dia se alimentam, enquanto à noite repousam em rochas e corais. Eles podem crescer até 25cm, mas em um aquário privado eles possuem geralmente a metade desse tamanho. A mancha escura superior confunde os predadores com um olho; ao se dirigirem à suposta "cabeça", a borboleta-bicuda foge na outra direção.